# Соузга
Соузга — село в Майминском районе Республики Алтай России. Административный центр Соузгинского сельского поселения.

## География
Посёлок расположен на берегу реки Катунь, на расстоянии 17 км к юго-западу от села Майма, административного центра района.

## История
В 1987 году в состав села были включены село Верх-Соузга и посёлок Плодопитомник.

## Население
| 2008  | 2009  | 2010  | 2011  | 2012  | 2013  | 2014  |
| ----- | ----- | ----- | ----- | ----- | ----- | ----- |
| 1163  | ↗1223 | ↘1146 | ↗1148 | ↗1180 | ↗1202 | ↗1245 |
| 2015  | 2016  |       |       |       |       |       |
| ↗1252 | ↗1267 |       |       |       |       |       |